# Kreuzberger Liebesnächte
Kreuzberger Liebesnächte ist eine deutsche Erotikfilmkomödie aus dem Jahre 1979 von Claus Tinney mit Sascha Hehn und Ursula Buchfellner in den Hauptrollen.

## Handlung
In Kreuzberg sind die Nächte sehr turbulent, vor allem in den Betten, wie diese Geschichte suggerieren will. Herr Gerlach versucht sich seinen beiden Kindern gegenüber lautstark in antiautoritärer Erziehung, Hausmeister Walter, ein ausgesprochener Giftzwerg, ist sehr dem Alkohol zugeneigt und drangsaliert seine sexy Tochter Sabine, deren Tugend er zu schützen sucht. Das passt dem hübschen, blonden Mädchen nicht in den Kram, denn sie will unbedingt mit ihrem Liebhaber, Bundeswehrsoldat Alfred, der gerade Urlaub bekommen hat, in die Kiste. Da Vater mit Argusaugen auf die Moral des Töchterchens achtet, muss eine Ersatzunterbringung her.
Da trifft es sich gut, dass im Mietshaus vorübergehend eine Wohnung frei geworden ist, weil die hauseigene Prostituierte Urlaub machen will und nach Mallorca aufgebrochen ist. So nehmen Alfred und Sabine deren Wohnung in Beschlag, um durch die dortigen Kissen zu huschen. Wie dumm nur, dass die Hure – rein beruflich versteht sich – mit entsprechender Kamera gern mal die Liebesspiele mit ihren Freiern per Videorecorder aufzeichnet! Denn aufgrund einer Fehlschaltung im Antennensystem werden nun kurzerhand die schnellen Nummern der jungen Leute in sämtliche Fernsehgeräte dieses ehrenwerten Hauses eingespeist, und alle haben ihre Freude daran, Papa Walter eher nicht.

## Produktionsnotizen
Kreuzberger Liebesnächte entstand an nur sieben Drehtagen zwischen dem 18. Juli und dem 8. August 1979 und wurde am 20. Februar 1980 erstmals vorgeführt. Massenstart war am 29. Februar 1980.

## Kritiken
Für das Lexikon des Internationalen Films war Kreuzberger Liebesnächte „ein geist- und lustloser Soft-Sexfilm; die Fantasielosigkeit der Erotik und der diffamierende Humor entlarven sich selbst“.